# Nelson Goodman
Henry Nelson Goodman (Somerville, 7 augustus 1906 – Needham, 25 november 1998) was een Amerikaanse filosoof, die vooral werkte aan counterfactuals (tegenfeitelijke hypotheses), het probleem van inductie, irrealisme en esthetica.

## Carrière
Henry N. Goodman studeerde in 1928 af aan de Harvard-universiteit. Hij ging vervolgens verder voor zijn Doctorstitel in de filosofie. Terwijl hij hiervoor studeerde, runde hij ook een galerie in Boston. Hij haalde de titel van Doctor in 1941. Doordat hij zoveel ervaring had als kunsthandelaar, kwam hij al snel bij het onderwerp esthetica aan. Tijdens de Tweede Wereldoorlog nam hij dienst in het Amerikaanse leger.
Van 1946 tot 1964 gaf hij les aan de universiteit in Pennsylvania. Zijn bekendste studenten zijn Noam Chomsky, Sidney Morgenbesser en Hilary Putnam. Hij wilde graag het hoofd worden van de filosofieafdeling van de universiteit, maar dit verzoek werd niet ingewilligd. Om deze reden verliet Goodman de universiteit. Van 1962 tot 1963 was hij een onderzoekspartner van het Harvard-centrum voor cognitieve studies en vanaf 1964 was hij professor aan verscheidene universiteiten. Dit struinen hield hij vol tot 1967. In 1968 werd hij de filosofieprofessor aan Harvard.

## Inductie en grue
In zijn boek Fact, Fiction and Forecast introduceerde Goodman het ‘nieuwe raadsel van inductie’, genoemd naar analogie met Humes klassieke inductieprobleem. Hij accepteerde Humes observatie dat generalisatie bij inductie (op ervaringen uit het verleden een wetenschappelijke regel baseren) puur voortkomt uit de gewoonte van een mens. Goodman zei hierbij dat Hume over het hoofd had gezien dat bepaalde gewoontes ontstaan uit ervaringen die met een normale/hoge frequentie voorkomen (voorbeeld hiervan: een stuk koper geleidt eenmaal elektriciteit, de kans is groot dat een ander stuk koper dat ook doet), maar andere juist niet (als één man in een kamer de derde zoon in een gezin is, hoeven de andere mannen in die kamer niet per se ook een derde zoon te zijn). Hoe kunnen we differentiëren tussen gewoontes waar je een hypothese op kunt baseren, en gewoontes waarbij je geen generalisatie kan toepassen?
Hempels bevestigingstheorie gaf een oplossing: zijn theorie zegt dat je moet differentiëren tussen hypotheses die toegepast kunnen worden op verschillende klassen, en een bewijzende bewering die alleen kan worden toegepast op een ding. Goodmans beroemde tegenargument was om de kleur ‘grue’ te introduceren: groen (green) en blauw (blue) in één woord gecombineerd. Met ‘grue’ wilde Goodman bewijzen dat alle uitspraken gebaseerd op inductie niet 100% betrouwbaar zijn. Hij stelde heel simpel dat een smaragd ‘grue’ was als die voor 2010 is bekeken en daarna groen is, of niet is bekeken en blauw is. Als men dan de uitspraak ‘alle smaragden zijn groen’ doet, is deze op dat moment net zo waar als ‘alle smaragden zijn grue’ (mits alle smaragden voor 2010 bekeken zijn). Welke uitspraak men doet, is van invloed op de voorspelling die men gaat maken voor de smaragden die men na 2010 gaat bekijken. 
Hiermee liet Goodman zien dat het veel moeilijker is om in de fysica hypotheses te stellen dan eerder gedacht werd, en dat we oog in oog komen te staan met een innerlijk dilemma: ‘alles kan van alles bewijzen’.
Ondanks deze moeilijkheid gaf Goodman toe dat het mogelijk is om een grens te stellen aan hypotheses die een klasse creëren, hoewel dit - normaal gezien - niet ontweken wordt. In de gewone taal zijn er gespecialiseerde onderdelen (in de medische wereld, politieke wereld enz.) die hun hypotheses minimaal houden en ze eventueel gebruiken als bewijsmateriaal.

## Nominalisme en mereologie
Goodman was, samen met Stanisław Leśniewski, de grondlegger van de tegenwoordige variant van nominalisme die beargumenteert waarom filosofie, logica en wiskunde afstand moeten nemen van de leer van verzamelingen. Goodmans nominalisme was louter op ontologische criteria gebaseerd. Na een lang en moeilijk verslag in 1947, samen geschreven met W.V.O. Quine, stopte Goodman met de moeizame zoektocht naar een vorm van wiskunde zonder leer van verzamelingen.
David Hilberts pogingen om de wiskunde te reconstrueren vanuit logische principes werden door Gödel als zinloos afgewezen. Hierdoor en ook vanwege ander mislukt onderzoek, geloofde Quine dat een reconstructie onmogelijk was, maar Goodmans collega Richard Milton Martin zag nog mogelijkheden en deed een aantal suggesties om verder te komen. 
Volgens Thomas Tymoczko’s nawoord in New directions in the philosophy of mathematics drong Quine erop aan dat 'we ad-hocstructuren om wetenschap en wiskunde van elkaar te onderscheiden negeren, en liever de assimilatie van de twee gewoon accepteren. Dan leggen we de grootste bewijslast bij de theorieën (netwerken van zinnen) die we accepteren, en niet bij individuele zinnen waarvan de betekenis drastisch kan veranderen, afhankelijk van hun theoretische context'. Door dit te doen verklaarde Tymoczko dat de filosofie van wiskunde en de filosofie van de wetenschap samengevoegd waren in quasi-empirisme: de wiskundige praktijk is dan een effectief deel van de wetenschappelijke methode, en de nadruk ligt op de methode, niet op het resultaat. 
De 'algebra van individuen' van Goodman en Leonard (1940) is het beginpunt van de Amerikaanse Mereology. Hoewel de eerste uitleg van Goodman en Leonard nog een simpele verzamelingenleer veronderstelt, wordt in de algebra van individuen die ten grondslag ligt aan Goodmans "The Structure of Appearance" (1951, een revisie en uitbreiding van zijn dissertatie) het begrip ‘verzameling’ niet meer gebruikt. Simons (1987), Casati (1999) en Varzi (1999) laten zien dat de calculus van individuen gebaseerd kan worden op een minimale verzamelingenleer, of in schematisch gebruikte monadische predicaten. Mereology is dus "ontologisch neutraal" en behoudt een gedeelte van Quines pragmatisme (wat Tymoczo in 1998 voorzichtig 'Amerikaans pragmatisme' noemde).